# Koppenwinkellacke

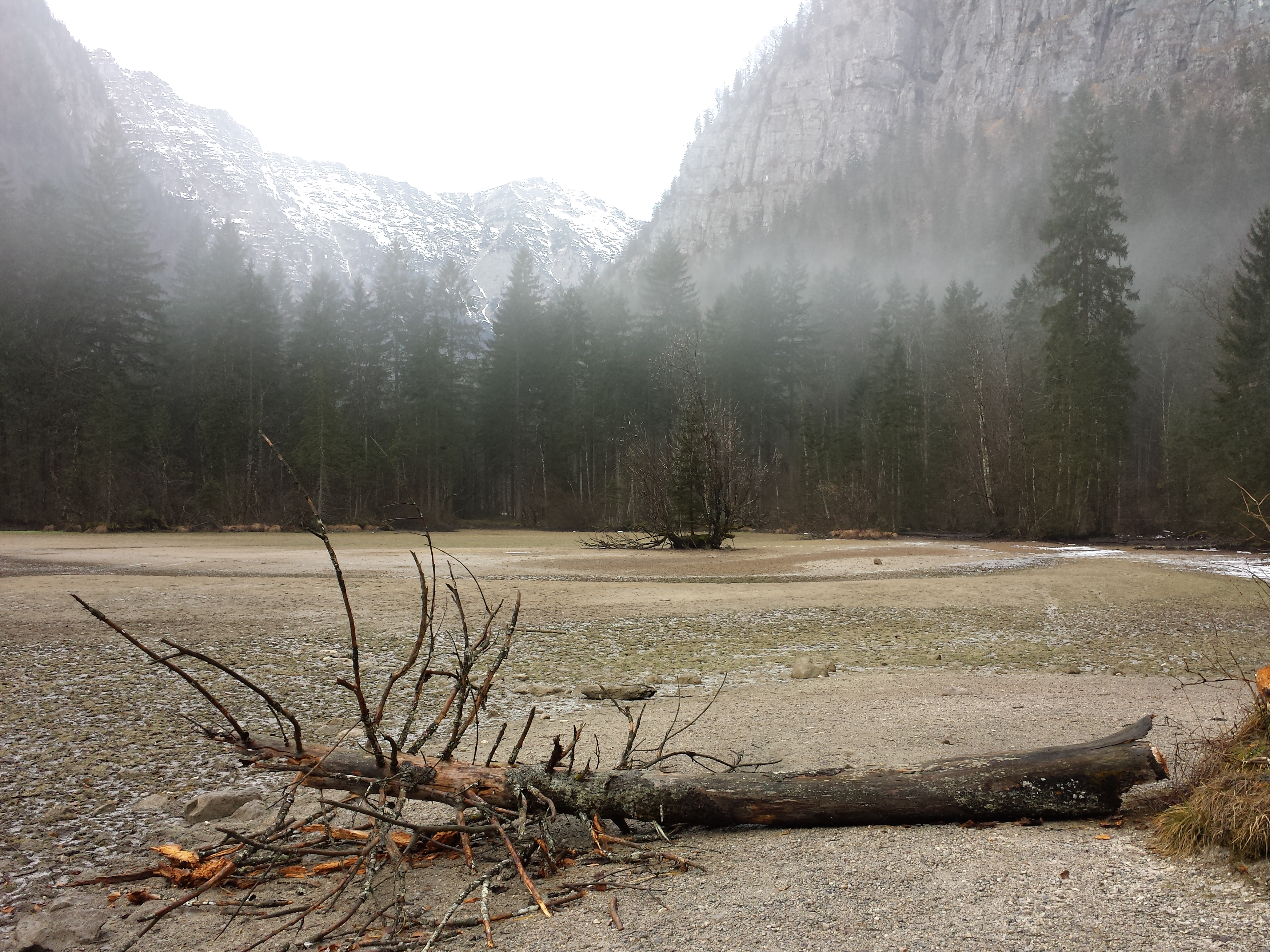
Trockengefallene Koppenwinkellacke im Dezember 2013

Die Koppenwinkellacke ist ein Karstgewässer im Koppenwinkel nahe der Koppenrast im Gemeindegebiet von Obertraun im oberösterreichischen Salzkammergut.

## Beschreibung
Der See, eigentlich eine Lacke (Tümpel), inmitten von Auwald gelegen, ist etwa 200 Meter lang und durch Buchten, sowie eine größere und mehrere kleinere Inseln gegliedert. Die Wassertiefe beträgt maximal einen halben Meter.
Die Wasserzufuhr erfolgt ausschließlich unterirdisch. Das Wasser stammt vom 840 km² großen Dachsteinplateau, in dem es durch Ponoren versickert und erst von der wasserundurchlässigen Gesteinsschicht durch die Schotterschicht in den See gedrückt wird.
Wenn im Winter meterhohe Schneedecken am Dachsteinmassiv liegen, kann es auf Grund der mangelnden Wasserzufuhr zum Austrocknen des Sees kommen. 
Zuletzt fiel der See Herbst 2009 vollständig trocken.
Der Überlauf entwässert über den kleinen Koppenwinklbach  zur nahen Koppentraun.
Die Koppenwinkellacke ist in etwa 10 bis 15 Gehminuten von der Bahnstation Obertraun-Koppenbrüllerhöhle entfernt und sowohl zu Fuß, als auch mit dem Fahrrad leicht erreichbar.

## Naturschutz
Das Gewässer steht, wie der gesamte Koppenwinkel, seit 1978 unter Natur- und seit 2005 unter Europaschutz (Naturschutzgebiet Dachstein in den Gemeinden Gosau, Hallstatt und Obertraun, N098; Europaschutzgebiet Dachstein (FFH/BSG, AT3101000/EU02)) und  gehört seit 1997 zur Kernzone der UNESCO-Welterbestätte Kulturlandschaft Hallstatt–Dachstein/Salzkammergut (WHS 806).

## Nachweise
- Koppenwinkellacke Biotop Nr. 112; in: Wolfgang Diewald, Veronika Schleier (Red.): Naturraumkartierung Oberösterreich: Biotopkartierung Gemeinde Obertraun. Endbericht, Amt der Oö. Landesregierung –Direktion für Landesplanung, wirtschaftliche und ländliche Entwicklung, Abteilung Naturschutz/Naturraumkartierung OÖ, Kirchdorf/Krems, April 2012 (Bericht, pdf, land-oberoesterreich.gv.at – ohne  Daten zu den Biotopen im elektronischen Anhang).

1. 1 2  Informationstafel bei der Koppenwinkellacke
2. ↑  dieses Wasser speist auch Hagenbach: Biotopkartierung Gemeinde Obertraun. Endbericht, S. 59
3. ↑  daher ist wohl nicht der Grundwasserkörper im Talboden von Obertraun die Speisung; vergl. Biotopkartierung Gemeinde Obertraun. Endbericht, S. 59;
Karstwasser im Koppenwinkel (Seite nicht mehr abrufbar, festgestellt im April 2019. Suche in Webarchiven)  Info: Der Link wurde automatisch als defekt markiert. Bitte prüfe den Link gemäß Anleitung und entferne dann diesen Hinweis., obertraun.net
4. ↑   vergl. Biotopkartierung Gemeinde Obertraun. Abbildung 12: Trocken gefallene Koppenwinkellacke, Endbericht, S. 60.